# Coorg
Coorg (na kannada jeziku ಕೊಡವ; Kodagu, Kodava), dravidski narod naseljen u indijskoj državi Karnataka u distriktu Coorg (Kodagu), preko 120.000 pripadnika, većina oko grada Mercara. Coorgi govore istoimenim dravidskim jezikom, podskupina Kodagu i jezično su srodni Kurumbama. Coorgi su poznati po svojoj velikoj gostoljubivosti i smislom za humor, a i na glasu su i kao veliki i hrabri ratnici, te su često učestvovali u raznim političkim pokretima i hrabro se borili na bojnom polju. Zbog svoje ratobornosti prozvali su ih  malenim narodom ratnika'   ("little nation of warriors" ).
Rat i agrikultura glavna su preokupacija Coorga, ali oni su vješti, i muškarci i žene, u raznim obrtima, pa rade i kao kovači, zlatari, lončari, stolari i brice. Kodagu kuća tipično je smještena u blizini rižinih polja, okružena stablima naranča i drugog voća, okrenuta uvijek prema istoku i podignuta iznad tla. Velika obiteljska kuća gdje se okupljaju obitelji radi rituala, građena je od kamena i maltera.